# Perizoma obscurata
Perizoma obscurata är en fjärilsart som beskrevs av Max Joseph Bastelberger 1909. Perizoma obscurata ingår i släktet Perizoma och familjen mätare. Inga underarter finns listade i Catalogue of Life.